# Ecosse
Die Ecosse Car Company Ltd., kurz Ecosse, war ein kleiner englischer, nur kurze Zeit existierender Automobilhersteller. Sitz der Anfang 1988 gegründeten und bereits um die Jahreswende 1989/90 aufgelösten Firma war Knebworth in der Grafschaft Hertfordshire nördlich von London.
Die Ecosse Car Company war ein Versuch, die Geschichte des Traditionsherstellers AC Cars Ltd. aus Thames Ditton fortzuschreiben, der 1984 wegen ungünstiger Ertragslage die eigene Fahrzeugproduktion eingestellt hatte, und den 1985 zahlungsunfähig gewordenen Kleinserienhersteller AC (Scotland) plc. aus Glasgow – wenn auch unter neuem Namen und an anderem Ort – fortzuführen.

## Maßgebliche Personen
Hinter der Firma standen als maßgebliche Personen John Parsons und Aubrey Woods.
Ersterer war ein Rallye-Fahrer, der in den 1970er- und frühen 1980er-Jahren auf verschiedenen Marken, zumeist in kleineren, seriennahen Klassen an nationalen und internationalen Rallye-Veranstaltungen im Vereinigten Königreich wie der RAC Rally teilnahm. Er startete zum Beispiel auf Mini Cooper bzw. Mini 1275 GT, Hillman Avenger (bzw. Chrysler/Talbot Avenger) und Ford Escort ’68 Mexico bzw. RS 2000. Später arbeitete er über mehrere Jahre im technischen Vertrieb und Verkauf für Ford. Er ist nicht zu verwechseln mit dem älteren US-amerikanischen Rennfahrer John Parsons, zumeist Johnnie Parsons genannt, der nach dem Zweiten Weltkrieg seine Rennkarriere begann und beispielsweise 1950 die damals zur Formel-1-Weltmeisterschaft zählenden 500 Meilen von Indianapolis gewann (nach vorzeitigem Abbruch wegen Regens nach 354 Meilen). Es besteht auch keine Verbindung zu dem australischen Rennfahrer gleichen Namens oder einem weiteren Namensvetter, dem Leadgitarristen der Kölner Mundart-Musikgruppe Höhner.
Aubrey Woods war ein zuvor vor allem im Motorsport tätiger Motorenkonstrukteur und Teammanager. Er trat 1946 in die Dienste des Rennwagen- und Motorenherstellers B.R.M. ein, wo er gemeinsam mit dem Mitbegründer Peter Berthon und dem Techniker Tony Rudd den V16-Zylinder-Grand-Prix-Motor Type 15 mit 1,5-Liter Hubraum und Aufladung mittels Rolls-Royce-Kompressor entwickelte, der bis Mitte der 1950er-Jahre in Rennen eingesetzt wurde. Ebenso entwarf er 1961 gemeinsam mit Berthon den V8-Grand-Prix-Motor Type P56 V8 mit 1,5-Liter Hubraum, mit dem B.R.M. 1962 die Konstrukteurs-Weltmeisterschaft der Formel 1 sowie mit seinem Fahrer Graham Hill den Titel des Fahrer-Weltmeisters gewann. Weitere Stationen Woods’ waren Weslake Research im englischen Rye, das Rover-B.R.M.-Programm sowie Arbeiten an dem V12-Zylinder-Rennmotor von Gurney-Weslake und Ford. 1972 entwickelte er gemeinsam mit dem früheren Formel-1-Fahrer Chris Amon für dessen Firma Amon Racing Engines Formel-2-Motoren, ehe er ab Mitte der 1970er-Jahre wieder zu B.R.M. als Techniker und Teammanager zurückkehrte. Weitere Stationen führten ihn nach Wolfsburg zu Volkswagen, ehe er zurück nach Schottland ging, um als technischer Direktor für den Kleinserienhersteller AC (Scotland) plc. an dem in Lizenz gefertigten Modell AC 3000ME und dessen geplantem Nachfolger AC Ecosse zu arbeiten. Woods verstarb Ende 2004. Er ist nicht zu verwechseln mit dem 1928 geborenen englischen Schauspieler gleichen Namens.

## Entstehungsgeschichte der Firma
Vorläufer der Ecosse Car Company Ltd. war die Firma AC Ecosse Ltd., die wiederum auf die Firma AC (Scotland) plc. in Glasgow und den Traditionshersteller AC Cars Ltd. in Thames Ditton in England zurückging.
1984 gab die AC Cars Ltd. die eigene Fahrzeugfertigung an ihrem Stammsitz in Thames Ditton in der Grafschaft Surrey westlich von London, wo bereits seit 1911 der Firmensitz lag, wegen ungünstiger Ertragslage auf. Zuletzt hatte sie dort den Mittelmotor-Sportwagen AC 3000ME von 1979 bis 1984 in Kleinserie hergestellt. 1984/85 übernahm die neu gegründete Firma AC (Scotland) plc. in Glasgow, Schottland dessen Fertigung in Lizenz. 1985 entwickelte sie auf dieser Basis unter technischer Leitung von Aubrey Woods den technisch wie äußerlich grundlegend überarbeiteten Prototyp AC Ecosse, konnte ihn aber wegen Insolvenz des Unternehmens im gleichen Jahr nicht mehr offiziell vorstellen und zur Serienreife führen.
Aubrey Woods hatte sich zum Ziel gesetzt, den AC Ecosse-Prototyp mit Hilfe von Unterstützern weiterzuentwickeln und in Kleinserie einen exklusiven Sportwagen mit britischem Flair für Kunden mit hohem technischem Anspruch zu produzieren. Mit dem Ecosse wollte er gegen etablierte Kleinserienhersteller wie Ginetta, Lotus, Marcos, Panther, Reliant und TVR konkurrieren.
Woods schloss sich deshalb mit John Parsons zusammen. Letzterer gründete die Firma AC Ecosse Ltd. und erwarb im März 1986 von dem Insolvenzverwalter die Rechte an dem AC 3000ME und seinem geplanten Nachfolger AC Ecosse. Während der folgenden beiden Jahre stellten Parsons und Woods ein kleines Team erfahrener Techniker (zumeist aus der Rennsportszene) zusammen, um den Prototyp weiterzuentwickeln. Im Mittelpunkt stand der Wechsel von einem 2,5-Liter-Alfa-Romeo-Motor auf einen 2,0-Liter-Reihenvierzylinder von Fiat mit zwei obenliegenden Nockenwellen (Twin Cam; dohc) und Turbolader. Außerdem gab es kleinere Retuschen an der Karosserieform.
Aus rechtlichen Gründen konnte die Bezeichnung „AC“ nicht beibehalten werden, nachdem sich der Ecosse inzwischen weit vom Ausgangsmodell AC 3000ME entfernt hatte und Brian Angliss mit seiner Firma Autokraft Ltd. die AC-Namensrechte erworben hatte, um sie für die von ihm hergestellten Cobra-Mk.IV-Sportwagen zu nutzen (weiterentwickelte Variante der AC Cobra 427).
Parsons’ Firma AC Ecosse Ltd. firmierte daher Anfang 1988 in Ecosse Car Company Ltd. um; zugleich bezog sie eine einfache, kleine Werkshalle in Knebworth in Hertfordshire.
Der Firmenname Ecosse leitet sich aus der Modellbezeichnung des ursprünglichen Prototyps AC Ecosse ab; diese Bezeichnung beruht darauf, dass es das erste eigenständige, von AC (Scotland) plc. nach der Gründung in Glasgow, Schottland selbst entwickelte Modell war (‚Ecosse‘ = französisch für ‚Schottland‘). Hingegen besteht keine direkte Verbindung zum Rennsportteam Ecurie Ecosse, das von 1952 bis 1971 aktiv war (darunter Teilnahmen an vier Formel-1-Rennen, an den 24 Stunden von Le Mans in den Jahren 1956 bis 1962 und zahlreichen Sportwagenrennen). Auch besteht keine unmittelbare Verbindung zum Team Ecurie Ecosse, das in den 1980er-Jahren im Rennsport aktiv war, so in der Sportwagen-Weltmeisterschaft (Kategorie C2 mit den selbst entworfenen Modellen C284, C285 und C286 in den Jahren 1984 bis 1986; Konstrukteurstitel 1986, 2. Platz im Jahr zuvor) oder in der Britischen Tourenwagen-Meisterschaft mit dem Vauxhall Cavalier. Allerdings waren einzelne Techniker der Firma Ecosse Car Company Ltd. zuvor im Rennsport tätig, darunter auch beim Team Ecurie Ecosse.

## Der Mittelmotor-Sportwagen „Ecosse Signature“
Vom 22. bis 30. Oktober 1988 präsentierte die Ecosse Car Company Ltd. ihren Mittelmotor-Sportwagen, nun Ecosse Signature genannt, auf der British International Motor Show im National Exhibition Centre (NEC) in Birmingham. Ziel war, das Interesse von Publikum und Presse auszuloten und zusätzliche finanzielle Unterstützung für die geplante Kleinserienfertigung zu erschließen. Diese sollte ab Frühjahr 1989 mit einer jährlichen Produktion von 150 Fahrzeugen in Coventry anlaufen.
Die Reaktionen waren zwiespältig: Während einige den Auftritt einer neuen britischen Sportwagenmarke begrüßten und das Fahrzeug als aufregend bezeichneten, kritisierten andere die lange Entwicklungszeit seit 1985, das fehlende Image sowie den angekündigten hohen Kaufpreis; auch stieß das eigenwillige Design zum Teil auf harsche Kritik.
Ungeachtet dieser zwiespältigen Reaktionen baute die Ecosse Car Company Ltd. unter Verwendung von einzelnen Teilen des wieder zerlegten Ausstellungsfahrzeugs ein einzelnes straßenzugelassenes (Vor-)Serienfahrzeug als Vorführwagen für Kunden und Testfahrzeug für die Presse. Als neuer Beginn der Kleinserienfertigung wurde nun der September 1989 genannt. Zugleich begann 1989 die Ausgabe offizieller Verkaufsbroschüren.  Auftrieb für das Projekt erhoffte sich Ecosse durch einen ausführlichen Testbericht in der Fachzeitschrift Performance Car; dieser erschien im Juni 1989, gelangte jedoch zu dem ernüchternden Ergebnis, dass das Fahrzeug in der getesteten Form unausgereift sei.
Das angekündigte Produktionsdatum verstrich, ohne dass die Serienfertigung jemals aufgenommen wurde; offenkundig lagen der Ecosse Car Company zu wenige Bestellungen vor, um eine weitere Finanzierung des Projekts zu gewährleisten. Als größte Schwierigkeit hatte sich erwiesen, dass das Kaufinteresse potentieller Kunden –  wie schon beim AC 3000ME aus Thames Ditton und Schottland – im Zuge der langen Entwicklungszeit verloren gegangen war.
Das straßenzugelassene Einzelstück existiert noch heute und ist im Besitz eines englischen AC-Enthusiasten und -Sammlers.